# Crossopalpus kaszabi
Crossopalpus kaszabi är en tvåvingeart som beskrevs av Nikolai Vasilevich Kovalev 1979. Crossopalpus kaszabi ingår i släktet Crossopalpus och familjen puckeldansflugor. Inga underarter finns listade i Catalogue of Life.